# Assunto Delicado
Assunto Delicado é o segundo extended play (EP) da cantora brasileira Joelma, lançado em 30 de setembro de 2016 através da Universal Music. O EP, produzido pela própria intérprete em conjunto com Tovinho, contém quatro faixas inéditas que estariam presentes no repertório de seu primeiro álbum ao vivo, que seria gravado em 9 de novembro de 2016 em São Paulo.

## Antecedentes e lançamento
Em 31 de agosto de 2016, em um vídeo para o programa jornalístico SP no Ar, Joelma revelou que estaria lançando um extended play (EP) com quatro faixas inéditas que estariam presentes no repertório de seu primeiro álbum ao vivo, que seria gravado em 9 de novembro de 2016 em São Paulo. Em 16 de setembro, através de suas contas nas redes sociais, a cantora divulgou a data do lançamento do EP para o dia 30 do mesmo mês.
Em menos de 24 horas, Assunto Delicado alcançou a segunda posição na iTunes Store brasileira.

## Lista de faixas
Lista de faixas adaptadas do Apple Music e Tidal.
| N.º            | Título                 | Compositor(es)                                            | Produtor(es)   | Duração |  |
| 1.             | "Assunto Delicado"     | Elcio Di Carvalho Juliano Tchula Maraisa Marília Mendonça | Tovinho Joelma | 3:27    |  |
| 2.             | "#Partiu"              | Horácio Neto                                              | Tovinho Joelma | 3:11    |  |
| 3.             | "Menina do Requebrado" | Firmo Cardoso Flávio Cristiano                            | Tovinho Joelma | 3:01    |  |
| 4.             | "Mulher Não Chora"     | Chrystian Lima Neto                                       | Tovinho Joelma | 2:56    |  |
| Duração total: | Duração total:         | Duração total:                                            | Duração total: | 12:35   |  |